# باهاطور باهاطریان
باهاطور آوتیسی باهاطریان (ارمنی: Բահաթուր Ավետիսի Բահաթրյան؛ انگلیسی: Baatur Baatrian؛ زاده ۱۶ آوریل ۱۸۷۲ - درگذشته ۱ دسامبر ۱۹۳۴) ریاضیدان اهل ارمنستان بود.

## زندگی‌نامه
وی در ۱۶ آوریل ۱۸۷۲ در شوشی به دنیا آمد و از دانشکده علوم الهی گئورگیان (۱۸۹۰) دانشگاه ژنو (۱۸۹۶) و دانشگاه خنت؟ فارغ‌التحصیل شد. وی در دانشکده علوم الهی گئورگیان (۱۸۹۰) و دانشگاه دولتی ایروان به تدریس ریاضیات پرداخت.  وی در ۱ دسامبر ۱۹۳۴ در سن ۶۲ سالگی در ایروان درگذشت.